# Eccidio di Peveragno
L'eccidio di Peveragno o eccidio della Paschetta è stata una strage nazista perpetrata il 10 gennaio 1944 a Peveragno, in provincia di Cuneo. Nel corso del massacro, compiuto dalle truppe tedesche, troveranno la morte 30 civili inermi.

## L'eccidio

### Antefatti
Le ragioni che spinsero i tedeschi a compiere il massacro non sono mai state del tutto appurate. Tra la fine di dicembre 1943 ed i primi giorni di gennaio 1944 i tedeschi, supportati dagli alleati fascisti, compirono diverse stragi nel cuneese, come il secondo eccidio di Boves, quello di Villar Bagnolo o quello di Ceretto. L'obiettivo di tutti questi massacri non era tanto l'eliminazione fisica dei partigiani, quanto il perseguimento di una politica di terrore nei confronti della popolazione e di conseguente terra bruciata nei confronti della Resistenza locale. Una delle cause potrebbe essere stato l'uccisione di tre soldati tedeschi nelle campagne tra Boves e Peveragno.

### 10 gennaio 1944
Il 10 gennaio 1944 una colonna motorizzata tedesca attraversò Peveragno, dove gran parte della popolazione si era riversata in strada per il mercato. Una parte delle truppe naziste proseguì il suo tragitto verso Chiusa Pesio, mentre un gruppo di soldati iniziò a rastrellare il paese sparando su chiunque tentasse la fuga. Un gruppo di diciannove uomini che era stato fatto prigioniero durante il rastrellamento venne condotto in piazza Paschetta e qui fucilato. La caccia all'uomo perpetrata dai tedeschi proseguì anche nelle campagne, dove alcuni civili terrorizzati avevano cercato invano scampo, e nelle frazioni limitrofe. Almeno sei case furono date alle fiamme e distrutte.

## Onorificenze
Nel 2005 il comune di Peveragno fu insignito della medaglia d'argento al valor civile per la strage del 10 gennaio 1944. La piazza dove si verificò l'eccidio fu ribattezzata XX Martiri e su una delle case fu scoperta una targa con i nomi dei Caduti.

## Vittime
Furono uccisi a Peveragno il 10 gennaio 1944:
- Campana Matteo
- Cavallo Antonio
- Dalmasso Marco
- Dho Michele
- Ellena Battista
- Garro Battista
- Garro Giovanni
- Garro Orlando
- Ghisolfi Michele
- Giorgis Bartolomeo
- Giorgis Giovanni
- Giorgis Giuseppe
- Giorgis Giuseppe
- Grosso Giovanni
- Grosso Giovanni
- Grosso Giovanbattista
- Grosso Giuseppe
- Macagno Donato
- Macagno Giacomo
- Macagno Giovanni
- Marro Paolo
- Musso Giuseppe
- Peano Michele
- Re Francesco
- Righi Domenico
- Rossi Secondo
- Tassone Giuseppe
- Tassone Matteo
- Toselli Costanzo
- Macagno Vincenzo, morto l'11 gennaio 1944 per le ferite riportate.